# 8868 Йортер
8868 Йортер (8868 Hjorter) — астероїд головного поясу, відкритий 1 березня 1992 року.
Тіссеранів параметр щодо Юпітера — 3,198.